# Pliktbibliotek
Pliktbibliotek eller arkivbibliotek är i Sverige ett av en handfull stora bibliotek som tar emot och bevarar så kallade pliktexemplar av tryckta och andra dokument som tryckerier, förlag eller distributörer enligt lagen (1993:1392) om pliktexemplar av dokument måste leverera.
De svenska pliktbiblioteken är:
- Kungliga biblioteket i Stockholm
- Lunds universitetsbibliotek
- Stockholms universitetsbibliotek
- Uppsala universitetsbibliotek
- Linköpings universitetsbibliotek
- Göteborgs universitetsbibliotek
- Umeå universitetsbibliotek.

Av dessa institutioner är de två första skyldiga att för alltid spara samtliga pliktexemplar av dokument, medan de övriga själva får göra ett urval bland de mottagna exemplaren. Pliktexemplaret blir då sparat som original av Kungliga biblioteket i Stockholm och en kopia av Universitetsbiblioteket i Lund.
Fonogram skickas i ett exemplar till Kungliga Biblioteket.